# Enrique Pérez Colman
Enrique Pérez Colman (Paraná, le 15 juillet 1886, Buenos Aires, le 4 août 1957) était un avocat, journaliste, écrivain, professeur et politicien argentin, qui a servi comme ministre des Finances entre 1928 et 1930, pendant la deuxième présidence de Hipólito Yrigoyen. 

## Les œuvres littéraires
| Book                                     | Year   |
| ---------------------------------------- | ------ |
| Sobre el gran sacerdocio y otras páginas | (1924) |
| El Syllabus                              | (1925) |
| Amores al terruño                        | (1926) |
| El Tinglado de la Farsa                  | (1929) |
| Historia De Entre Rios                   |        |